# Anna Lindh
Ne doit pas être confondu avec Ann Linde.
Ylva Anna Maria Lindh, dite Anna Lindh, née le 19 juin 1957 à Enskede et morte assassinée le 11 septembre 2003 à Stockholm, est une femme politique suédoise membre du Parti social-démocrate. Elle est ministre de l'Environnement de 1994 à 1998, puis ministre des Affaires étrangères de 1998 à 2003.

## Biographie

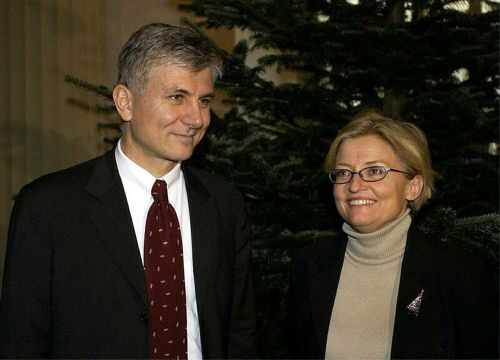
Anna Lindh (à droite), avec Zoran Đinđić.

Anna Lindh, née à Enskede (Stockholm), obtient une licence en droit à l'université d'Uppsala en 1982. De 1984 à 1990, elle dirige le mouvement des jeunes sociaux-démocrates. Elle est députée du Parti social-démocrate au Parlement suédois de 1982 à 1985, puis de 1998 à 2003. Elle est considérée par beaucoup d'observateurs comme l'une des personnalités politiques suédoises les plus brillantes de sa génération ; comme ministre des Affaires étrangères, elle contribue à une plus grande présence de la Suède sur la scène internationale. Elle soutient notamment le « oui » au référendum pour l'euro du 14 septembre 2003 (qui a lieu quatre jours après son assassinat et voit la victoire du « non »), et s'est prononcée contre l'intervention américaine en Irak en 2003.

### Assassinat
Anna Lindh est poignardée par Mijailo Mijailović dans un grand magasin de Stockholm le 10 septembre 2003, quelques jours avant le référendum sur l'entrée de la Suède dans la zone euro. Elle meurt le lendemain des suites de ses blessures. La Cour suprême de Suède condamne Mijailović le 2 décembre 2004 à la prison à vie.
En 2016, l'assassinat de la députée britannique Jo Cox, quelques jours avant le référendum sur l'appartenance du Royaume-Uni à l'Union européenne, est mis en parallèle avec celui d'Anna Lindh dans la presse,.